# Гончаренко, Николай Куприянович
Николай Куприянович Гончаренко (13 ноября 1918, Полонное — 6 ноября 1943, Киевская область) — участник Великой Отечественной войны, командир САУ 1894-го самоходного артиллерийского полка 7-го гвардейского танкового корпуса 3-й гвардейской танковой армии 1-го Украинского фронта, младший лейтенант. Герой Советского Союза (1943).

## Биография
Родился 13 ноября 1918 года в посёлке Полонное (ныне город Хмельницкой области Украины) в семье крестьянина. Украинец.
Окончил 9 классов школы. Работал в колхозе.
В Красной армии с 1939 года. Участник Великой Отечественной войны с июня 1941 года. В 1943 году окончил Киевское артиллерийское училище.
Командир САУ 1894-го самоходного артиллерийского полка комсомолец младший лейтенант Николай Гончаренко 5 ноября 1943 года участвовал в освобождении Киева, уничтожил 5 танков противника. В ночь на 6 ноября, действуя в засаде, поджёг ещё 6 танков. В ходе отражения очередной контратаки раненый командир, продолжая вести огонь из горящей машины, погиб.
Похоронен на поле боя.
Звание Героя Советского Союза присвоено 17 ноября 1943 года посмертно.

## Награды
- Герой Советского Союза (17 ноября 1943, посмертно);
- орден Ленина (17 ноября 1943, посмертно);
- орден Отечественной войны I степени.

## Память
- Страницу в Интернете посвятила деду-герою его внучка[1].